# Haiming, Altötting
Haiming là một đô thị thuộc huyện Altötting bang Bayern nước Đức